# Nižnjenovgorodska oblast
Nižnjenovgorodska oblast (ruski: Нижегоро́дская о́бласть) je oblast u Ruskoj Federaciji. 
Površina: 76.900 km²
Broj stanovnika: 3.524.028 (popis 2002.)
Upravno središte joj je grad Nižnji Novgorod. Sa stanovništvom od 1,3 milijuna, Nižnji Novgorod je najveći grad u regiji i 4. najveći grad u Rusiji, nakon Moskve, Petrograda i Novosibirska.
Kroz ovu oblast prolazi rijeka Volga.
Nakon Nižnjenovgorodske aglomeracije, najveći grad je Arzamas.
U gradu Sarovu je najveći i najsvetiji konvent u Rusiji. Makarjevski samostan nasuprot grada Lyskova je bio mjestom najvećeg sajma u Istočnoj Europi. Ostali povijesni gradovi su Gorodec  i Balahna, smješteni na obali rijeke Volge, sjeverno od Nižnjeg Novgoroda.

## Zemljopis
Nižnjenovgorodska oblast međi s Kostromskom oblašću na sjeveru, Kirovskom oblašću na sjeveroistoku, republikama Marij El i Čuvašijom na istoku, republikom Mordovijom na jugu, Rjazanjskom oblasti na jugozapadu, Vladimirskom oblasti na zapadu i Ivanovskom oblasti na sjeverozapadu.

### Prirodna bogatstva
NIžnjenovgorodska oblast nema mnogo prirodnih bogatstava, koja su, većinom, omeđena na gospodarski isplative za iskorištavanje, naslage pijeska (uključujući pijeske od titana-cirkonija), gline, gipsa, treseta, mineralne soli i drvnu građu.

## Znamenitosti
Jedinstvena građevina - 128 metara visoki hiperboloidni Šuhovljev toranj, kojeg je u blizini Dzeržinska, na lijevoj obali rijeke Oke izgradio veliki ruski građevinar i znanstvenik Vladimir Grigorijevič Šuhov 1929. godine.

## Promet
Razvijen je riječni promet po rijekama Volzi, Oci, Vetluzi i Suri.

## Gospodarstvo
Nižnjenovgorodska oblast nema prirodnih bogatstava, stoga je njeno gospodarstvo usredotočeno na razvitak njenog industrijskog, odnosno preradbenog odjeljka, , prijevoza, koji tvore skoro 80 postotaka njena BRP-a (brutto regionalnog proizvoda).
Postoje 722 industrijska poduzeća u oblasti, a većina je u ovim pododjeljcima:
- strojogradnja (automobilski i brodski motori s unutarnjim izgaranjem)
- građevinarstvo
- kovinoprerađivačka industrija
- brodogradnja (riječni i morski brodovi)
- kemijska industrija (plastične mase, umjetne tvari)
- petrokemija
- gorivna industrija i proizvodnja energije
- crna i obojena metalurgija
- proizvodnja građevinskih tvoriva
- proizvodnja stakla
- drvna (rezana građa i sl.) i papirna industrija
- tekstilna industrija (odjevni predmeti)
- prehrambena industija (proizvodnja i prerada)
- proizvodnja lijekova
- tiskarstvo i izdavaštvo

Ove ključne gospodarske grane dopunjavaju ostali gospodarski odjeljci kao što su poljodjelstvo, trgovina, usluge, telekomunikacije i prijevoz dobara i usluga.
Od poljodjelskih kultura, uzgaja se raž, proso, ječam, pšenicu, šećernu repu, lan, , luk, krumpir. Značaj ima i svinjogojstvo, peradarstvo i stočarstvo.
Prema početnim procjenama, 2002. godine, BRP Nižnjenovgorodske oblasti je iznosio 5,6 milijarda am. dolara, pri čemu su industrijska i prijevozna poduzeća sudjelovala s 4,5 milijarda. Oblasna poduzeća su pokazivala 6,6 postotaka rasta u konačnom proizvodu, koji je viši nego gospodarski rast za cijelu Rusiju u istom razdoblju. Potanko razrađeno, visoki postotci rasta su zabilježeni u strojogradnji (+13,6%), gorivnoj industriji (+49%), crnoj metalurgiji (+8,9%), drvnoj i papirnoj industriji (+2,4%) te tiskarstvu i izdavaštvu (+6,2%). Inozemna ulaganja u oblast su iznosila 84,5 milijuna am. dolara, od čega je 95% uloženo u industrijska poduzeća. 2003., predviđanja oblasnih vlasti su iznosila 3,8 postotaka porasta u industrijskom proizvodu.